# 宁国府
宁国府，南宋时设置的府。在今安徽省境。

宁国府在安徽省的位置（1820年）

南宋乾道二年（1166年）升宣州置，治所在宣城县（今安徽省宣城市境）。属江南路。辖境相当今安徽省宣城、宁国、旌德、泾县、南陵、黄山区等市县地。元朝至元十四年（1277年），改为宁国路。至正十七年（1357年）四月，朱元璋政权复改为宁国府，后又改宣城府、宣州府，至吴王元年（1367年）四月，仍称宁国府。下领六县：宣城县（首县）、南陵县、泾县、宁国县、旌德县、太平县，属南直隶。
清朝初，属江南左布政使司。康熙时，属安徽省。所辖六县不变，宁国府与該省的徽州府、太平府、池州府、广德直隶州以及江苏省江宁府、浙江省杭州府、湖州府相邻。考评繁，难。宣統退位、中華民國成立之後，隨著全国罷府而废。

## 延伸阅读
[在维基数据编辑]
 《欽定古今圖書集成·方輿彙編·職方典·寧國府部》，出自陈梦雷《古今圖書集成》